# MAUF
MAUF war eine A-cappella-Gruppe aus Wien und Salzburg in Österreich.

## Geschichte
Die Band wurde im Mai 2005 von Verena Doublier, fii und Leech gegründet. Seit 2009 befindet sich die Besetzung offiziell in einer Pause und ist seitdem nicht mehr aktiv.

## Diskografie
Singles
- 2006: House of Love (Neuauflage 2007, ComeTogether Records)
- 2008: The Truth (Rebeat Music International)
- 2009: House of Love – The Remixes (in Zusammenarbeit mit DJ Axel F., SPOK-Media Records)

## Auszeichnungen
- 2008: Best Original Song Contest, Chicago (online)
- 2006: Westspitzen Kleinkunst-Preis, Aachen
- 2006: Goldenes Diplom „Vokal.Total“, Sparte Pop, in Graz
- 2006: Gewinner des Austrian Band Contest mit House of Love[2]
- 2006: Gewinner Emergenza Österreich, Wien[3]